# 1229. grenadirski polk (Wehrmacht)
1229. grenadirski polk (izvirno nemško 1229. Grenadier-Regiment; kratica 1229. GR) je bil pehotni polk Heera v času druge svetovne vojne.

## Zgodovina
Polk je bil ustanovljen 11. februarja 1945 s preoblikovanjem 1229. grenadirskega šolskega polka v Severni Italiji; dodeljen je bil 155. pehotni diviziji.